# 橋口公一
橋口 公一（はしぐち こういち、1942年(昭和17年)1月11日 - ）は、日本の応用力学者。

## 来歴
福岡県立修猷館高等学校を経て九州大学農学部で学び、1964年に卒業。1966年、九州大学農学部助手、1980年、同助教授、1989年、同教授となり、2005年、定年退職、九州大学名誉教授、2007年、第一工業大学教授、2013年、大阪大学招へい教授を経て、2016年、MSC Software, Ltd. 技術顧問として現在に至っている。1976年に工学博士（東京工業大学）、1977年に農学博士（九州大学）の学位（論博）を取得している。日本学術会議連携会員。

## 業績
固体の弾塑性変形現象を究明し、次のような成果を上げた。
- 従来の弾塑性モデルは、降伏面の内部を純粋弾性域と仮定するので、降伏面の内部の応力の変化による塑性ひずみを表現できない。そこで、応力が降伏面に近づくにつれて塑性ひずみが発展するという自然な仮定に基づく“下負荷面モデル (subloading surface model)”を創出した[2][3]。

- 本モデルによれば、接線剛性係数は常に滑らかに変化し[4][5][6]、任意性を伴うと共に数値計算の煩雑さをもたらす降伏判定は不要である。また、塑性状態においては、応力は降伏面に引付けられ、有限な増分ステップによる数値計算において降伏面から飛び出す応力を降伏面に引き戻す自動制御機能が賦与され、本モデルは際立った長所を有する[7][8][9][10]。

- 本モデルにより、繰返し負荷挙動[11][12][13][14]、非比例負荷挙動[15][16][17]、速度依存性変形現象[18]、損傷現象、相変態現象等も合理的に表現される。特に、弾塑性変形現象と弾粘塑性変形現象の研究の歴史は一世紀以上に亘るが、これらの現象を統一的に表現し得る「下負荷面超過応力モデル」の創出は、これらに潜む共通の基本現象を解明し定式化した普遍的成果である。

- 自然界の物体は、真空中に浮遊している場合を除いて摩擦現象を生じている。したがって、中高の理科や物理の教科書にも、静止摩擦、動摩擦等の用語が記されているが、これらが数理論で表現されたのは、2008年に下負荷面の概念に基づく“下負荷摩擦モデル”[19]が創出された極く近年のことである。なお、下負荷摩擦モデルは、夥しいすべり系を対象とする結晶塑性解析、大陸プレート摺動型の決定論的地震予測等にも不可欠である。

- 下負荷面モデルは、固体の非可逆力学現象の支配法則とみなされる[19][20][21]。本モデルは、MSC Softwere Corporationの大型商用・構造解析ソフトウェアMarcに標準搭載されている。

## 略歴
- 1964年 九州大学農学部卒業。
- 1964年 九州大学農学部助手
- 1976年 工学博士（東京工業大学論博）
- 1977年 農学博士（九州大学論博）
- 1980年 九州大学助教授
- 1989年 九州大学教授
- 2005年 九州大学定年退職
- 2005年 九州大学名誉教授
- 2007年 第一工業大学教授
- 2013年 大阪大学招へい教授
- 2016年 MSC Software, Ltd. 技術顧問

## 学協会役員歴
- 2005年～現在 日本農学アカデミー会員[22]
- 2006年～現在 土木学会フェロー[23]
- 2007年～2023年 日本学術会議連携会員[24]
- 2007年～現在 日本農業工学会フェロー[25]
- 2007年～現在 日本生物環境工学会名誉会員[26]
- 2008年～現在 農業情報学会理事[27]
- 2009年～現在 日本生物環境工学会フェロー[28]
- 2013年～現在 日本生物環境工学会名誉会員[29]
- 2015年～現在 日本機械学会フェロー[30]
- 2015年～現在 地盤工学会名誉会員[31]
- 2017年～現在 土木学会認定上級土木技術者（地盤・基礎）[32]
- 2017年～現在 日本工学アカデミー会員[33]
- 2021年～現在 日本計算力学連合名誉員[34]
- 2022年～現在 日本生物環境工学会特別名誉会員[35]

## 賞歴
- 1990年 農業機械学会・学術賞[36]
- 1997年 土木学会・論文賞[37]
- 2002年 地盤工学会・研究業績賞[38]
- 2004年 農業情報学会・学術賞[39]
- 2005年 日本農学賞[40]
- 2005年 読売農学賞[40]
- 2012年 日本生物環境工学会・50周年記念功績賞
- 2013年 日本生物環境工学会・国際学術貢献賞[41]
- 2014年 日本計算力学連合・日本計算力学賞 (The 2014 JACM Award for Computational Mechanics)[42]
- 2014年 土木学会・出版文化賞[43][44]
- 2015年 日本農業工学会・日本農業工学会賞[45]
- 2015年 農業情報学会・功績賞[46]
- 2016年 文部科学大臣表彰・科学技術賞（研究部門）賞[47]
- 2016年 土木学会・研究業績賞[48]
- 2016年 アジア・オーストラリア計算力学連合・上級科学者賞
- 2016年 日本機械学会・材料力学業績賞[49]
- 2018年 日本機械学会・計算力学業績賞[50]
- 2022年 日本生物環境工学会・特別国際学術賞[51]
- 2022年 日本生物環境工学会・伊都賞[52]

## 著作

### 単著
- 橋口公一 (1990)： 最新・弾塑性力学、1990年、朝倉書店、全207頁
- Hashiguchi、K.、2009年、Elastoplasticity Theory、Lecture Note in Applied and Computational Mechanics、Springer，全430頁
- Hashiguchi、K.、2013年、同上 改訂版、全460頁
- Hashiguchi、K.、2017年、Foundations of Elastoplasticity: Subloading Surface Model、Springer, 全796頁
- Hashiguchi、K.、2020年、Nonlinear Continuum Mechanics for Finite Elasticity-Plasticity: Multiplicative Decomposition with Subloading Surface Model、Elsevier, 全420頁
- Hashiguchi、K.、2022年、Foundations of Elastoplasticity: Subloading Surface Model、改訂版、Springer, 全830頁

### 共著
- Hashiguchi、K. and Yamakawa、Y.、2012年、Introduction to Finite Strain Theory for Continuum Elasto-Plasticity、Wiley Series in Computational Mechanics、Wiley、430頁

## 関連事項
- 橋口公一、2013年、我国の大学制度の抜本的改善に向けて、学術の動向、2月号、78-81